# E3 Saxo Classic 2024
La 66.ª edición de la clásica ciclista E3 Saxo Classic fue una carrera en Bélgica que se celebró el 22 de marzo de 2024 sobre un recorrido de 207,6 kilómetros con inicio y final en la ciudad de Harelbeke. 
La carrera formó parte del UCI WorldTour 2024, calendario ciclístico de máximo nivel mundial, siendo la undécima carrera de dicho circuito. El vencedor fue el neerlandés Mathieu van der Poel del Alpecin-Deceuninck, quien estuvo acompañado en el podio por los belgas Jasper Stuyven del Lidl-Trek y Wout van Aert del Visma | Lease a Bike, segundo y tercer clasificado respectivamente.

## Equipos participantes
Tomaron parte en la carrera 25 equipos: 18 de categoría UCI WorldTeam y 7 de categoría UCI ProTeam. Formaron así un pelotón de 175 ciclistas de los que acabaron 117. Los equipos participantes fueron:
| WorldTeams (18)- Alpecin-Deceuninck - Arkéa-B&B Hotels - Astana Qazaqstan Team - Bahrain Victorious - Cofidis - Decathlon-AG2R La Mondiale - EF Education-EasyPost - Team dsm-firmenich PostNL - Lidl-Trek - Soudal Quick-Step - Intermarché-Wanty - UAE Team Emirates - Ineos Grenadiers - Team Visma \| Lease a Bike - Team Jayco AlUla - Movistar Team - Bora-Hansgrohe - Groupama-FDJ ProTeams (7)- Israel-Premier Tech - Lotto Dstny - Team Flanders-Baloise - Uno-X Mobility - Q36.5 Pro Cycling Team - Bingoal WB - Tudor Pro Cycling Team |
| |

## Clasificación final
- La clasificación finalizó de la siguiente forma:[3]

| \| Clasificación general \| Clasificación general \| Clasificación general \| Clasificación general \| Clasificación general \| \| Ciclista \| Ciclista \| Equipo \| Tiempo \| \| \| --------------------- \| --------------------- \| -------------------------- \| --------------------- \| --------------------- \| \| 1.º \| Mathieu van der Poel \| Alpecin-Deceuninck \| 4 h 39 min 39 s \| \| \| 2.º \| Jasper Stuyven \| Lidl-Trek \| + 1 min 31 s \| \| \| 3.º \| Wout van Aert \| Team Visma \\| Lease a Bike \| + 1 min 34 s \| \| \| 4.º \| Tim Wellens \| UAE Team Emirates \| + 1 min 48 s \| \| \| 5.º \| Matteo Jorgenson \| Team Visma \\| Lease a Bike \| + 1 min 50 s \| \| \| 6.º \| Jhonatan Narváez \| Ineos Grenadiers \| + 1 min 52 s \| \| \| 7.º \| Nils Politt \| UAE Team Emirates \| + 2 min 48 s \| \| \| 8.º \| Toms Skujiņš \| Lidl-Trek \| + 2 min 48 s \| \| \| 9.º \| Vincenzo Albanese \| Arkéa-B&B Hotels \| + 2 min 48 s \| \| \| 10.º \| Alex Kirsch \| Lidl-Trek \| + 2 min 48 s \| \| |                      |                            |                 |
| |                      |                            |                 |
| Fuente: ProCyclingStats |                      |                            |                 |
| Clasificación general |                      |                            |                 |
| Ciclista | Ciclista             | Equipo                     | Tiempo          |
| 1.º | Mathieu van der Poel | Alpecin-Deceuninck         | 4 h 39 min 39 s |
| 2.º | Jasper Stuyven       | Lidl-Trek                  | + 1 min 31 s    |
| 3.º | Wout van Aert        | Team Visma \| Lease a Bike | + 1 min 34 s    |
| 4.º | Tim Wellens          | UAE Team Emirates          | + 1 min 48 s    |
| 5.º | Matteo Jorgenson     | Team Visma \| Lease a Bike | + 1 min 50 s    |
| 6.º | Jhonatan Narváez     | Ineos Grenadiers           | + 1 min 52 s    |
| 7.º | Nils Politt          | UAE Team Emirates          | + 2 min 48 s    |
| 8.º | Toms Skujiņš         | Lidl-Trek                  | + 2 min 48 s    |
| 9.º | Vincenzo Albanese    | Arkéa-B&B Hotels           | + 2 min 48 s    |
| 10.º | Alex Kirsch          | Lidl-Trek                  | + 2 min 48 s    |

## Ciclistas participantes y posiciones finales
Convenciones:
- AB: Abandono
- FLT: Retiro por llegada fuera del límite de tiempo
- NTS: No tomó la salida
- DES: Descalificado o expulsado

## UCI World Ranking
La E3 Saxo Classic otorgó puntos para el UCI World Ranking para corredores de los equipos en las categorías UCI WorldTeam, UCI ProTeam y Continental. Las siguientes tablas son el baremo de puntuación y los diez corredores que obtuvieron más puntos:
| Posición   | 1.º | 2.º | 3.º | 4.º | 5.º | 6.º | 7.º | 8.º | 9.º | 10.º | 11.º | 12.º | 13.º | 14.º | 15.º | 16.º-20.º | 21.º-30.º | 31.º-50.º | 51.º-55.º | 56.º-60.º |
| Puntuación | 400 | 320 | 260 | 220 | 180 | 140 | 120 | 100 | 80  | 68   | 56   | 48   | 40   | 32   | 28   | 24        | 16        | 8         | 4         | 2         |

| Clasificación |                      |                       |        |
| Posición      | Ciclista             | Equipo                | Puntos |
| ------------- | -------------------- | --------------------- | ------ |
| 1.º           | Mathieu van der Poel | Alpecin-Deceuninck    | 400    |
| 2.º           | Jasper Stuyven       | Lidl-Trek             | 320    |
| 3.º           | Wout van Aert        | Visma \| Lease a Bike | 260    |
| 4.º           | Tim Wellens          | UAE Emirates          | 220    |
| 5.º           | Matteo Jorgenson     | Visma \| Lease a Bike | 180    |
| 6.º           | Jhonatan Narváez     | INEOS Grenadiers      | 140    |
| 7.º           | Nils Politt          | UAE Emirates          | 120    |
| 8.º           | Toms Skujiņš         | Lidl-Trek             | 100    |
| 9.º           | Vincenzo Albanese    | Arkéa-B&B Hotels      | 80     |
| 10.º          | Alex Kirsch          | Lidl-Trek             | 68     |